# بيدرو غروسو باتشيكو
بيدرو غروسو باتشيكو (11 يونيو 1986 في البرتغال - ) هو لاعب كرة قدم برتغالي في مركز الوسط. لعب مع نادي ديبورتيفو داس أيفيس ونادي ليسا ‏.

## وصلات خارجية
- بيدرو غروسو باتشيكو على موقع قاعدة بيانات كرة القدم.إي يو (الإنجليزية)
- بيدرو غروسو باتشيكو على موقع Soccerway.com (الإنجليزية)